# Autoportrait en soldat
Autoportrait en soldat est un tableau réalisé en 1915 par le peintre allemand Ernst Ludwig Kirchner. Cette huile sur toile est un autoportrait en buste de l'artiste vêtu d'un uniforme militaire, alors qu'il se trouve dans son atelier. Il s'y représente cigarette aux lèvres et sa main droite tranchée, une figure dévêtue apparaissant derrière lui sans qu'il soit aisé de déterminer s'il s'agit d'un modèle vivant ou d'un nu qu'il a pu peindre. Expression des angoisses suscitées par la Première Guerre mondiale, l'œuvre est plus tard exposée par le régime nazi comme de l'art dégénéré. Elle est conservée depuis 1950 à l'Allen Memorial Art Museum d'Oberlin, dans l'Ohio, aux États-Unis.